# 旭川拉麵村
43°46′54.5″N 142°24′51.2″E / 43.781806°N 142.414222°E

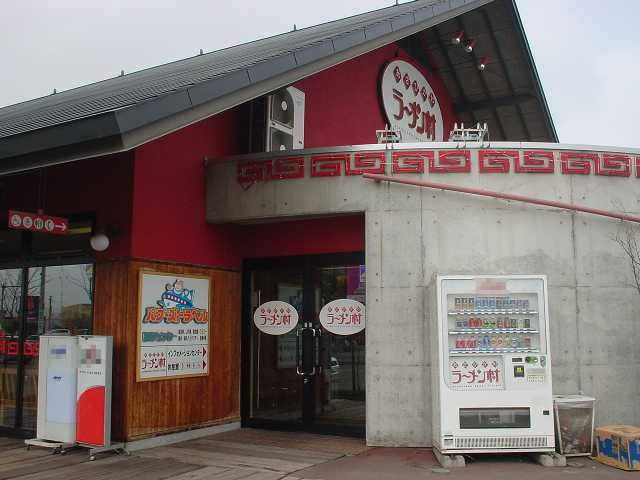
旭川拉麵村

旭川拉面村（日语：／）是位於日本北海道旭川市永山地区以旭川拉面為主題的食品主题園區，村內的拉麵店皆為發展自本地的旭川拉麵店家。
拉麵村位於永山地區的大型複合購物中心區域Powers內，由北海道富士興業集團經營，自1996年開始營業，目前村內除了八家拉麵店外，還設有拉麵村壁畫、拉麵村神社。
目前每年約有近50萬人至此，其中約有2成為外國觀光客。

## 村內店面
- 青葉
- 一徹庵
- 石田
- 拉麵天金
- 拉麵山頭火（日语：らーめん山頭火）
- 最上
- 工房加藤拉麵
- 梅光軒